# Aeschynomene amorphoides
Aeschynomene amorphoides är en ärtväxtart som först beskrevs av Sereno Watson, och fick sitt nu gällande namn av Robinson. Aeschynomene amorphoides ingår i släktet Aeschynomene och familjen ärtväxter. Inga underarter finns listade i Catalogue of Life.